# Crassula fusca
Crassula fusca är en fetbladsväxtart som beskrevs av Herre. Crassula fusca ingår i släktet krassulor, och familjen fetbladsväxter. Inga underarter finns listade i Catalogue of Life.